# Wilhelm I (hrabia Bergu)
Wilhelm I (zm. 16 kwietnia 1308) – hrabia Bergu od 1296.

## Życiorys
Wilhelm był synem hrabiego Bergu Adolfa IV oraz Małgorzaty, córki hrabiego Hochstaden Lotara. Hrabią Bergu został w 1296 po bezpotomnej śmierci swego starszego brata Adolfa V. Kontynuował politykę swego brata i w 1300 wsparł króla Niemiec Albrechta I Habsburga w jego działaniach przeciwko nadreńskim elektorom Rzeszy. W ten sposób wzmocnił swoją pozycję wobec arcybiskupów Kolonii. Ożenił się z Ermengardą (Irmgardą), córką hrabiego Kleve Dytryka V. Zmarł bezpotomnie